# 撫州市
撫州市（ぶしゅうし）は、中華人民共和国江西省に位置する地級市。

## 地理
江西省の中東部に位置し、鷹潭市、上饒市、南昌市、宜春市、吉安市、贛州市、福建省と接する。市域を撫河が貫く。

## 歴史
257年（太平2年）、臨川郡が設置された。南北朝時代梁は臨川郡の一部に巴山郡を設置した。589年（開皇9年）、臨川郡及び巴山郡に新に撫州を設置、洪州総管府の管轄とし、撫州の初見となった。
五代十国時代になると昭武軍と改称されたが、宋朝が成立すると撫州と建昌軍に分割され江南西路の管轄とされた。元代には撫州路・建昌路にそれぞれ改編、別に南豊州が設置されている。1362年（至正22年）、朱元璋により撫州路は撫州府と改められた。同年に建昌路は建昌府と改められた。明朝が成立すると撫州府・建昌府を継承、清末まで沿襲された。
1913年（民国2年）、中華民国政府は府制を廃止、江西省には4道81県が設置され、旧撫州府及び建昌府の各県は豫章道の管轄とされた。1916年（民国15年）に道制は廃止、各県は江西省直轄とされたが、1932年（民国21年）には行政督察区制度が施行され、旧撫州府、建昌府管轄県は第5、7、8、11区の管轄とされ、1935年（民国24年）の行政区画変更後は第7区とされた広昌県を除き第8区の管轄とされた。
1930年（民国19年）以降、中国共産党は黎川、資渓、広昌、南豊、宜黄、楽安の各県にソビエト政府を樹立、閩贛省及び江西省の管轄とされ、1932年7月には東郷珀玕一帯にソビエト政権を樹立し贛東北省の管轄とし、第二次国共合作まで独自政権を樹立していた。
その後の国共内戦の結果、1949年5月9日に共産党は撫州の実効支配権を確立、7月1日に撫州分区を設置した。1950年9月13日に撫州分区は撫州区と改称、1952年8月には更に撫州専区、1967年3月には撫州地区、1968年2月に撫州専区、1971年1月22日に撫州地区と改称された。
2000年6月23日、地級市への改編に伴い撫州市の設置が決定され、10月20日に撫州市人民政府が成立した。

## 行政区画
下部に2市轄区・9県を管轄する。
- 市轄区：
  - 臨川区・東郷区
- 県：
  - 南城県・黎川県・南豊県・崇仁県・楽安県・宜黄県・金渓県・資渓県・広昌県

| 撫州市の地図                                                                 |
| ---------------------------------------------------------------------------- |
| 臨川区 東郷区 南城県 黎川県 南豊県 崇仁県 楽安県 宜黄県 金渓県 資渓県 広昌県 |

### 年表
この節の出典

#### 撫州専区(1949年-1952年)
- 1949年10月1日 - 中華人民共和国江西省撫州専区が成立。臨川県・南城県・南豊県・黎川県・崇仁県・宜黄県・楽安県が発足。(7県)
- 1949年10月 - 贛東北行政区貴渓専区資渓県・金渓県を編入。(9県)
- 1952年10月8日 - 撫州専区が南城専区に改称。

#### 南城専区
- 1952年10月8日 - 撫州専区が南城専区に改称。(12県)
  - 寧都専区広昌県・石城県・寧都県を編入。
- 1952年12月6日 - 南城専区が撫州専区に改称。

#### 撫州地区(1952年-2000年)
- 1952年12月6日 - 南城専区が撫州専区に改称。(10県)
  - 石城県・寧都県が贛州専区に編入。
- 1954年6月23日 - 広昌県が贛南行政区に編入。(9県)
- 1954年12月18日 - 臨川県の一部が分立し、撫州市が発足。(1市9県)
- 1958年12月8日 - 南昌専区進賢県を編入。(1市10県)
- 1960年8月15日 (1市9県1鎮)
  - 楽安県の一部が分立し、公渓鎮が発足。
  - 進賢県が宜春専区に編入。
- 1963年4月 - 公渓鎮が楽安県に編入。(1市9県)
- 1964年10月31日 - 撫州市が臨川県に編入。(9県)
- 1968年6月11日 - 上饒専区東郷県、宜春専区進賢県を編入。(11県)
- 1969年10月10日 - 臨川県の一部が分立し、撫州市が発足。(1市11県)
- 1970年10月7日 - 撫州専区が撫州地区に改称。(1市11県)
- 1983年7月27日 (1市11県)
  - 進賢県が南昌市に編入。
  - 贛州地区広昌県を編入。
- 1987年8月22日 - 臨川県・撫州市が合併し、臨川市が発足。(1市10県)
- 2000年6月23日 - 撫州地区が地級市の撫州市に昇格。

#### 撫州市
- 2000年6月23日 - 撫州地区が地級市の撫州市に昇格。(1区10県)
  - 臨川市が区制施行し、臨川区となる。
- 2016年11月24日 - 東郷県が区制施行し、東郷区となる。(2区9県)

## 交通

### 鉄道
- 中国鉄路総公司
  - 滬昆旅客専用線
  - 昌福線
  - 滬昆線
  - 鷹廈線

### 道路
- 高速道路
  - 済広高速道路
  - 滬昆高速道路
  - 福銀高速道路
  - 莆炎高速道路
  - 南韶高速道路
  - S42 東昌高速道路
  - S46 撫吉高速道路
- 国道
  - G206国道
  - G316国道
  - G320国道

## 健康・医療・衛生
- 撫州市第一人民医院
- 臨川区第一人民医院（臨川区）
- 東郷区人民医院（東郷区）
- 広昌県人民医院（広昌県）
- 金渓県人民医院（金渓県）
- 金渓県中医院（金渓県）
- 資渓県人民医院（資渓県）
- 崇仁県人民医院（崇仁県）
- 南豊県人民医院（南豊県）
- 楽安県人民医院（楽安県）
- 黎川県人民医院（黎川県）
- 宜黄県人民医院（宜黄県）
- 南城県人民医院（南城県）